# Echinopsis maximiliana
Echinopsis maximiliana Heyder ex A.Dietr. è una pianta succulenta della famiglia delle Cactacee, originaria della Bolivia e del Perù meridionale.

## Descrizione
Il suo diametro è di 2 pollici di larghezza e 8 centimetri di altezza. Nel corso del tempo si formano grumi di grandi dimensioni. In primavera compaiono fiori rossi.